# Giuseppe Veneziani
Don Giuseppe Veneziani (Podenzano, 1772 – Piacenza, 1853) è stato un presbitero e matematico italiano.

## Biografia
Entrato nel Collegio Alberoni di Piacenza all'età di 15 anni, dieci anni dopo fu consacrato sacerdote. Nel 1804 diventò precettore dei figli del conte Domenico Maria Scotti Douglas. 
Figura tipica dell'Illuminismo, coltivò vasti interessi, tra cui la letteratura, la matematica, la fisica e l'astronomia. Durante il dominio francese del Piemonte (1800-1814) fu docente di fisica all'università di Torino e, al ritorno della casa di Savoia, insegnante di filosofia per un anno all'università di Parma. 
Dal 1814 al 1834 fu professore di fisica e matematica a Piacenza. Tra i suoi allievi vi furono il dottor Lorenzo Berzieri, scopritore delle proprietà terapeutiche delle acque salsoiodiche di Salsomaggiore, e Angelo Genocchi, che diventò poi un illustre matematico . Nel periodo 1825-35 pubblicò molti articoli di astronomia sulla rivista "Il Piacentino Istruito". 
Morì nel 1853 all'età di 81 anni e venne tumulato nella Basilica di Sant'Antonino. Nei locali del collegio Alberoni è conservato un suo ritratto a carboncino eseguito dal piacentino Paolo Bozzini.
A Piacenza gli è intitolata "via Giuseppe Veneziani", una strada che collega via Alessandro Manzoni a via Cristoforo Colombo.